# Operación WASHTUB
La operación WASHTUB fue una operación encubierta por la CIA para plantar armas soviéticas supuestamente capturadas en Nicaragua para demostrar supuestos lazos de Guatemala con Moscú. Fue parte del esfuerzo para derrocar al presidente de Guatemala, Jacobo Arbenz Guzmán en 1954.

## Desarrollo
El 19 de febrero de 1954, la CIA plantó numerosas armas soviéticas en la costa de Nicaragua que serían "descubiertas" por pescadores a sueldo del dictador apoyado por Estados Unidos, el presidente Anastasio Somoza García. El 7 de mayo de 1954, el presidente Somoza afirmó a reporteros que un submarino soviético había sido fotografiado (sin marcas). La historia involucraba a los escuadrones de asesinatos guatemaltecos (instruidos por la mafia). La prensa y el público fueron escépticos y los hechos no tuvieron mucha repercusión.